# ZERO (小野賢章の曲)
「ZERO」（ゼロ）は、2015年4月8日にLantisから発売された小野賢章の2ndシングルである。

## 概要
前作『FANTASTIC TUNE』から約1年ぶりのリリース。表代曲「ZERO」は、テレビアニメ「黒子のバスケ」第3期帝光編のオープニングテーマに起用された。黒子のバスケとのタイアップは2期に引き続き2度目となる。
販売形態は初回限定盤（LACM-34331）と通常盤（LACM-14331）の2種リリースで、初回限定盤には本楽曲のミュージック・ビデオを収録したDVDを同梱している。

## 収録曲
CD
1. ZERO [3:35]
作詞、作曲、編曲：R・O・N
テレビアニメ「黒子のバスケ」第3期帝光編オープニングテーマ。
ストーリーの登場人物たちが中学時代にさかのぼる「帝光篇」に合わせて、爽やかな表現力を活かしたポップなナンバーに仕上がり、スピーディなロック・チューン、ダイナミックなギター・サウンドをバックに繊細かつパワフルなボーカルを聴かせる[3]。小野自身が演じる主人公・黒子テツヤを意識した、「自分の道を」「人と少しだけ変わってたって僕は構わない」などのワードを元にした作曲が為されている[4]。
2. Mr.Trickstar [3:09]
作詞：ZAQ、作曲：清水哲平
女の子を魔法にかけちゃう的な「モテたい男子」の曲を作りたいという趣旨のもと、ネイマールのように華麗にドリブルで抜いて行くような感じの「絶対的に自分に自信がある男性の曲」に仕上がっている[4]。
3. ZERO（Off Vocal）
4. Mr.Trickstarr（Off Vocal）

DVD（初回限定盤）
1. ZERO -MUSIC VIDEO-

## 収録アルバム
| 曲名 | 収録アルバム                                           | 発売日         |
| ---- | ------------------------------------------------------ | -------------- |
| ZERO | 『TVアニメ『黒子のバスケ』Theme Song Best Collection』 | 2017年12月20日 |
| ZERO | 『Take the TOP』                                       | 2018年2月26日  |